# Municipio de Walls (Minnesota)
El municipio de Walls (en inglés: Walls Township) es un municipio ubicado en el condado de Traverse en el estado estadounidense de Minnesota. En el año 2010 tenía una población de 65 habitantes y una densidad poblacional de 0,69 personas por km².

## Geografía
El municipio de Walls se encuentra ubicado en las coordenadas 45°43′24″N 96°35′00″O / 45.72333, -96.58333. Según la Oficina del Censo de los Estados Unidos, el municipio tiene una superficie total de 94.09 km², de la cual 93,54 km² corresponden a tierra firme y (0,59 %) 0,55 km² es agua.

## Demografía
Según el censo de 2010, había 65 personas residiendo en el municipio de Walls. La densidad de población era de 0,69 hab./km². De los 65 habitantes, el municipio de Walls estaba compuesto por el 100 % blancos. Del total de la población el 0 % eran hispanos o latinos de cualquier raza.